# ¡México por siempre!
¡México por siempre! è il 23° album di Luis Miguel pubblicato nel 2017. Con questo album vince due Latin Grammy Award, e un Grammy Award.

## Il tour
Il tour è iniziato nel Auditorio Nacional di Città del Messico con 5 spettacoli.

## Tracce
1. La Fiesta Del Mariachi – 2:44 (testo: José Martínez Barajas – musica: José Martínez Barajas)
2. No Me Amenaces – 2:39 (testo: José Alfredo Jiménez – musica: José Alfredo Jiménez)
3. Llamarada – 3:35 (testo: Jorge Villamil – musica: Jorge Villamil)
4. El Balajú – 2:49 (testo: Pedro Galindo Galarza, Ernesto Cortázar – musica: Pedro Galindo Galarza Ernesto Cortázar)
5. Soy Lo Prohibido – 3:05 (testo: Roberto Cantoral, Francisco Dino Ramos – musica: Roberto Cantoral, Francisco Dino Ramos)
6. El Siete Mares – 2:39 (testo: José Alfredo Jiménez – musica: José Alfredo Jiménez)
7. ¿Por Qué Te Conocí? – 3:23 (testo: Juan Bruno Tarraza – musica: Juan Bruno Tarraza)
8. Deja Que Salga La Luna – 3:23 (testo: José Alfredo Jiménez – musica: José Alfredo Jiménez)
9. Serenata Huasteca – 3:55 (testo: José Alfredo Jiménez – musica: José Alfredo Jiménez)
10. Que Te Vaya Bonito – 2:42 (testo: José Alfredo Jiménez – musica: José Alfredo Jiménez)
11. No Discutamos – 3:22 (testo: Juan Gabriel – musica: Juan Gabriel)
12. Sin Sangre En Las Venas – 2:40 (testo: Rubén Fuentes, Mario Montes – musica: Rubén Fuentes, Mario Montes)
13. Que Bonita Es Mi Tierra – 2:53 (testo: Rubén Fuentes, Mario Montes – musica: Rubén Fuentes, Mario Montes)
14. Los Días Felices (Les jours heureux) – 3:49 (testo: Charles Aznavour – musica: Charles Aznavour)